# Krithe minima
Krithe minima is een mosselkreeftjessoort uit de familie van de Krithidae. De wetenschappelijke naam van de soort is voor het eerst geldig gepubliceerd in 1994 door Coles, Whatley & Moguilevsky.